# 나성열
나성열(1972년 9월 9일 ~)은 KBO 리그의 전 야구 선수다. 부천고등학교를 졸업했다.

## 등번호
- 66 (1991 ~ 1995, 1997 ~ 1998)
- 20 (1995)
- 47 (1996)
- 45 (1997)

## 같이 보기
- 1997년 쌍방울 레이더스 시즌
- 1998년 쌍방울 레이더스 시즌